# Institut dominicain d'études orientales
L'Institut dominicain d'études orientales (Idéo / arabe: معهد الدراسات الشرقية للآباء الدومنكيين - Maʿhad ad-Dirāsāt aš-Šarqiyya li-l-Ābāʾ ad-Dūmnikiyyīn) est un centre de recherche fondamentale , géré par l'ordre des frères précheurs, sur les sources de la civilisation arabo-musulmane. Fondé en 1953, il est implanté au Caire.

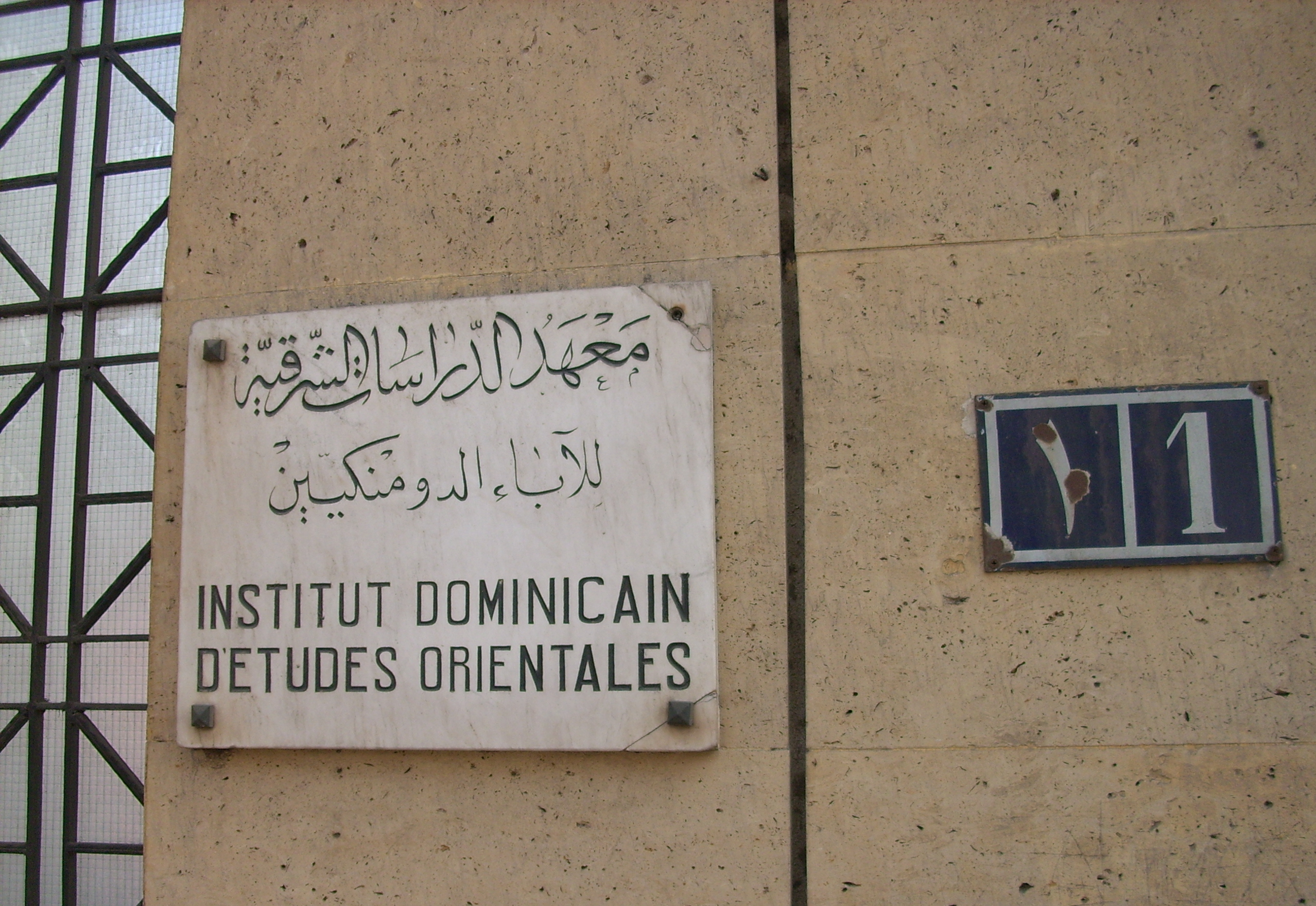
IDEO, Abbasyia Cairo.

## Historique
L'Idéo a été fondé en 1953, mais le projet d'un institut de recherche sur le monde arabo-musulman mûrissait déjà depuis 1937. À l'initiative du cardinal Tisserant, alors secrétaire de la congrégation pour les Églises orientales, le Saint-Siège fit appel à l'ordre dominicain pour créer un institut consacré à l'étude de l'islam. Trois jeunes frères dominicains, Georges Chehata Anawati, Serge de Beaurecueil et Jacques Jomier formèrent l'équipe de création de l'institut qui ne put se concrétiser que lorsque la situation internationale s'apaisa. L'Égypte apparut alors comme le pays le plus indiqué pour y fonder l'Institut : le pays jouit d'un rayonnement culturel et d'un prestige indéniables dans le monde arabe et abrite en particulier l'université al-Azhar, principal référent intellectuel du monde sunnite. C'est ainsi que le couvent dominicain de l'Abbassiah, fondé en 1928 par Antonin Jaussen, devint le siège de l'Idéo.

## L'Idéo aujourd'hui

### La recherche
L'Idéo demeure avant tout un centre de recherches qui se rassemble autour d'un objet d'études commun : les textes originaux des dix premiers siècles de l'islam. La période considérée est d'une telle ampleur qu'elle offre des domaines de spécialisation très différents. 
Plusieurs des membres de l'Institut enseignent dans des universités étrangères et tous publient dans des revues scientifiques. Ils contribuent également à la revue de l'Institut, MIDÉO (Mélanges de l'Institut dominicain d'études orientales), créée en 1953 par le Père Georges Anawati et dont chaque livraison apporte de nouveaux travaux ainsi qu'un bulletin critique des éditions de textes arabes. La Revue a été dirigée successivement par Georges Anawati, Régis Morelon, Emilio Platti, Emmanuel Pisani. Depuis 2021, Dennis Halft est à la tête de la publication.

### La bibliothèque
Proposant plus de 200,000 volumes et de nombreuses revues, la bibliothèque de l'Idéo couvre l'ensemble des disciplines du domaine islamologique : langue arabe, Coran, exégèse, théologie, droit et jurisprudence, histoire, philosophie, soufisme, sciences… Un nouveau bâtiment, inauguré en 2002, abrite aujourd'hui les salles de lecture, les rayons, ainsi que les bureaux des employés. Ces derniers élaborent un catalogage des œuvres en utilisant une suite logicielle spécialisée dans le traitement des sources arabes et mise au point par l'Idéo. Avec les années, la bibliothèque de l’Idéo a acquis une réputation internationale. Le catalogue en ligne met en évidence la FRBRisation sous-jacente des données présentées selon les normes RDA. L'Idéo a aussi participé aussi à la création et à l'enrichissement de Bibliothèques d'Orient, une bibliothèque numérique internationale regroupant des documents témoignant des relations historiques entre la France et les pays du Proche-Orient.

### Le dialogue inter-religieux et l'initiation à l'islam
Par-delà son activité scientifique et universitaire, l'Idéo joue également un rôle d'interlocuteur dans le domaine du dialogue interreligieux. En Égypte, l'Institut organise des séminaires estivaux annuels d'initiation à l'islam pour les jeunes dominicains. Il entretient des relations avec les autres autorités religieuses du Caire et du Moyen-Orient parmi lesquelles se trouvent l'université al-Azhar et l'Église copte.
Ses membres donnent des conférences et organisent des séminaires en Europe et partout dans le monde (France, Belgique, Indonésie, Brésil…)

## Directeurs
- 1953-1984 : Georges Anawati
- 1984-2008 : Régis Morelon
- 2009-2014 : Jean-Jacques Pérennès
- 2014-2020 : Jean Druel[7]
- depuis 2020 : Emmanuel Pisani